# Moord op Peter Joannes Kees
De moord op Peter Joannes Kees was een moordzaak in de 19e eeuw in Nederland. Een vrouw spande met twee mannen samen om haar echtgenoot te vermoorden. Een van de mannen schoot de echtgenoot op Sinterklaasavond 5 december 1871 dood. De schutter en de vrouw werden hiervoor tot levenslange gevangenisstraf veroordeeld, de andere man tot een gevangenisstraf van 15 jaar.

## Betrokkenen
Het echtpaar Elisabeth Ras (34 jaar tijdens de moord) en Peter Joannes Kees (38 jaar) woonde met hun twee dochters van 11 en 9 jaar aan de Molenwerfslaan in Heemstede. Ras was vijf maanden zwanger van hun zevende kind; vier kinderen van het echtpaar waren als baby overleden. Het was geen gelukkig huwelijk; Ras klaagde dat Kees haar en de kinderen slecht behandelde. Hij besteedde geen geld aan het huishouden, maar eiste dat Ras het zelf verdiende als blekersdienstbode.
Anthonie Geeven (19 jaar) was een zoon van de buren van het echtpaar. Hij kreeg een buitenechtelijke relatie met Ras en ging als kostganger bij het echtpaar wonen.
Pieter van Tongeren (26 jaar) was een vriend en werkmaatje van Geeven en woonde ook in Heemstede.

## Moord

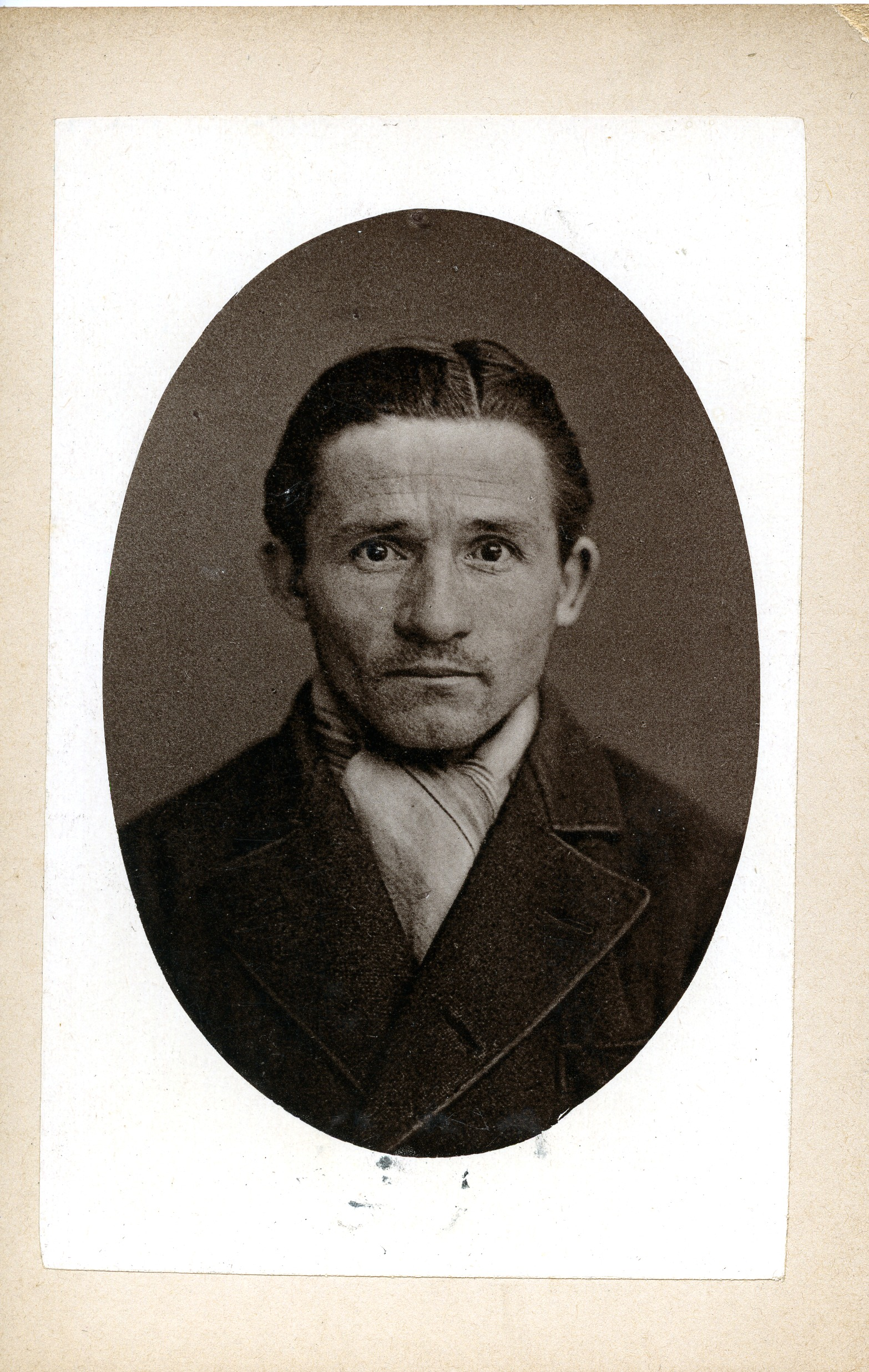
Anthonie Geeven in 1887

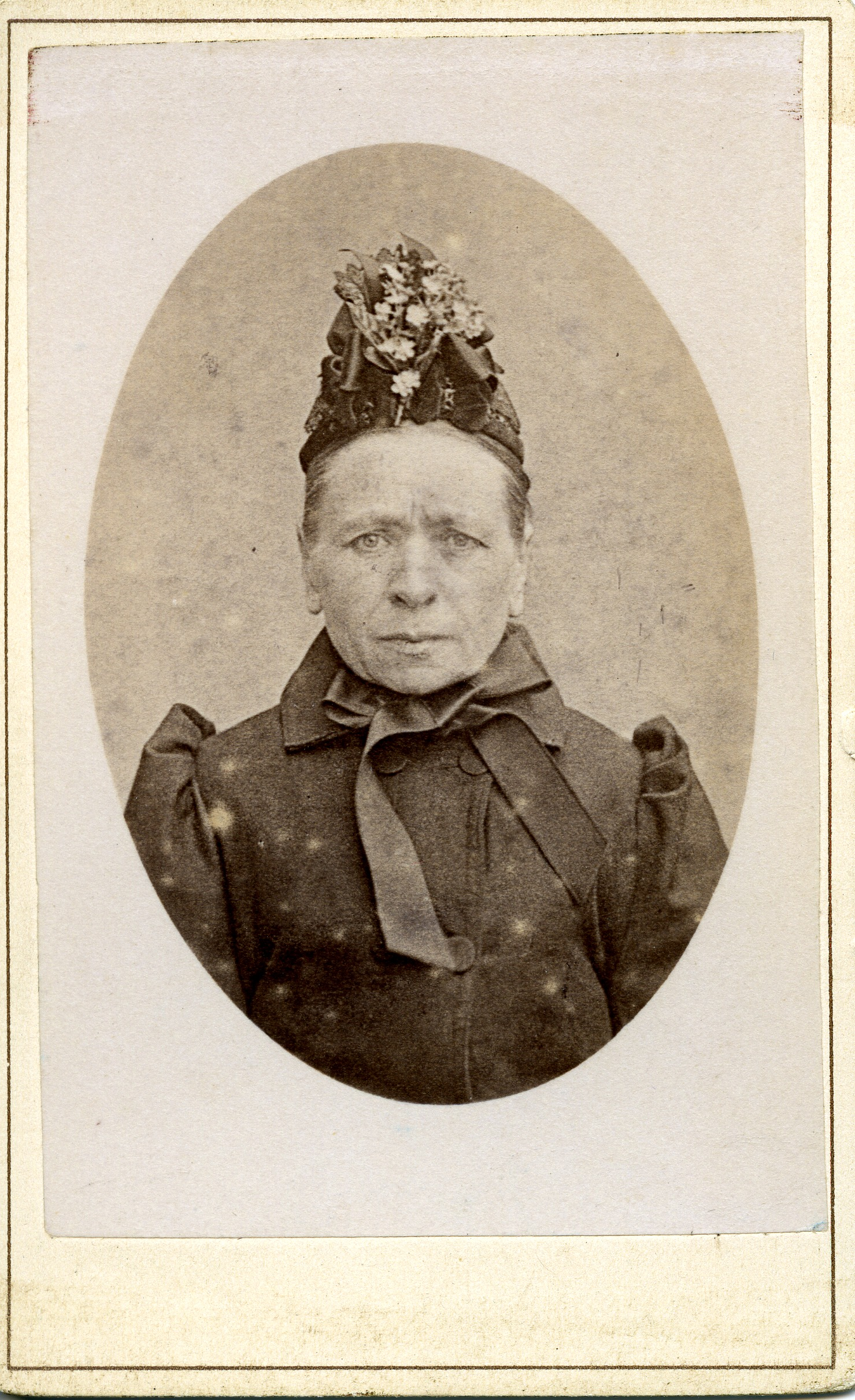
Elisabeth Ras in 1893

Ras besprak met Geeven al vaker dat het beter zou zijn als haar man dood zou zijn. Zondag 3 december 1871 namen ze daadwerkelijk het besluit om hem te vermoorden. Geeven durfde het echter niet zelf uit te voeren.
De volgende dinsdagmorgen, 5 december 1871, kwam Pieter van Tongeren in de woning van het echtpaar om Anthonie Geeven op te halen om turf met hem rond te venten. Ras vertelde Van Tongeren hoe slecht ze door haar man werd behandeld, waarop Van Tongeren antwoordde dat hij hem zo zou doodschieten, maar dat hij alleen geen geweer had. 

Van Tongeren zou gezegd hebben:
"Ik heb net zo min zwarigheid om Kees dood te schieten als een kraai op het land; ik doe het even gerust alsof ik een borrel drink of een kommetje koffie, maar ik heb geen geweer."
Geeven bood daarop aan zijn jachtgeweer te gebruiken dat bij zijn zwager in Haarlemmermeer lag, waarop hij en Van Tongeren het gingen ophalen. Ze haalden het geweer uit elkaar en stopten ze het in een zak om geen argwaan te wekken.
Rond vier uur waren ze terug in het huis van het echtpaar. Terwijl Ras op de uitkijk stond, zetten de mannen het geweer weer in elkaar en vulden het met kruit. Uit een kinderboek werd een pagina gescheurd en als prop gebruikt. Het geweer werd geladen met een afgevijlde ijzeren doorslag van zes duim lang, zo'n 15 centimeter. 
De afspraak was dat Van Tongeren van buiten het schot zou lossen als Kees op zijn gewone plaats voor het raam zou gaan zitten eten. Ras zou hiervoor de buitenluiken van het venster openlaten. Om de verdenking weg te nemen, zou Geeven in de kamer blijven met de kinderen en zou Van Tongeren meteen na het lossen van het schot zich in het openbaar vertonen.
Rond vijf uur in de middag kwam Kees thuis en ging aan tafel zitten bij het raam en kreeg daar avondeten van zijn vrouw. Van Tongeren kwam aan de deur en riep 'Toon, is alles klaar?'. De oudste dochter zou later getuigen dat ze de stem herkende als die van Van Tongeren. Na het horen van de stem, ging Ras het huis uit en liep een nabijgelegen winkel binnen. Geeven sprak kort met Van Tongeren aan de deur en ging toen weer terug bij de kachel zitten en las de oudste dochter een Sinterklaasverhaal voor.
Kort daarop schoot Van Tongeren en raakte Kees in zijn rug. Het projectiel doorboorde zijn hart en hij viel meteen dood neer. Door het schot vlogen de neteldoekse gordijnen in brand. Geeven stapte over het lijk, bluste de gordijnen en ging daarna met de kinderen naar de buren.

## Afloop

### Onderzoek
Bij het eerste verhoor ontkenden Geeven en Ras nog alles. Toen Geeven voor een tweede verhoor door burgemeester Van Lennep in de woning van Kees bij het lijk werd geroepen, bekende hij. Hierna kwam ook Ras tot een bekentenis. Van Tongeren zou alles blijven ontkennen.

### Rechtsgang
Ras was in de gevangenis bevallen van een meisje en had het kind tijdens de rechtszaak bij zich. Tijdens de terechtzitting was een van de stukken van overtuiging het doorboorde hart van de vermoorde Kees in een stopfles met sterkwater. Dit werd wel weggehaald toen de oudste dochter van het echtpaar werd verhoord.
Voor het provinciaal gerechtshof in Noord-Holland werden Ras en Van Tongeren op 11 juni 1872 tot levenslange gevangenisstraf veroordeeld. Ras was de eerste vrouw die tot levenslang werd veroordeeld na de invoering van die straf in 1870. Geeven werd tot 15 jaar gevangenisstraf veroordeeld. De drie gingen in cassatie tegen het vonnis, waarop de Hoge Raad vanwege onwettig bewijs het arrest vernietigde en de zaak verwees naar het provinciaal gerechtshof in Utrecht. Dit gerechtshof veroordeelde de drie op 13 december 1872 tot dezelfde straf. Ras en Van Tongeren gingen nog een keer in cassatie tegen het vonnis, maar dit werd nu bij de Hoge Raad afgewezen.
Geeven en Van Tongeren zaten hun straf uit in de gevangenis van Leeuwarden. Ras zat eerst in de vrouwengevangenis van 's-Hertogenbosch. Deze gevangenis werd in 1886 gesloten; alle vrouwen werden toen overgebracht naar de vrouwengevangenis in Gorinchem.

### Gratie
Anthonie Geeven kreeg drie maanden strafvermindering en kwam in maart 1887 op 35-jarige leeftijd vrij. Drie jaar later trouwde hij; uit het huwelijk werden acht kinderen geboren. Hij overleed in Haarlem op 8 december 1918, 66 jaar oud.
Elisabeth Ras kreeg in 1891 gratie van de koningin-regentes, haar straf werd nu 25 jaar gevangenisstraf. Ze kwam na gratie van het restant van de straf in maart 1893 op 56-jarige leeftijd vrij. Zij werd door een van haar dochters afgehaald. In januari 1899 werd ze opgenomen in het stadsarmenhuis van Haarlem en daar overleed ze in september 1901.
Pieter van Tongeren kreeg in 1893 gratie, ook zijn straf werd 25 jaar gevangenisstraf. Hij kwam in 1897 vrij, bleef ongehuwd en overleed eind 1923 in Haarlem.